# 若宮稲荷神社 (ハワイ)
若宮稲荷神社（わかみやいなりじんじゃ、英語: Wakamiya Inari Shrine）は、アメリカ合衆国ハワイ州ワイパフにある神社。オアフ島に唯一現存する神社建築の稲荷神社であり、社殿は朱色で塗られている。サトウキビやパイナップルのプランテーションで働いた日系人にとっての代表的な宗教的遺産である。

## 歴史
1912年に東京で修行した神職のヨシオ・アキザキが創建した。
初代の社殿は、1914年にハスチュンとしか名が知られていない日本人建築家がホノルルのカカアコにある工業地域に創建。1918年に同じホノルル市内のモイリイリ地域内のサウス・キング通り2132に位置する日系人コミュニティ中心部に遷座された。
ヨシオ・アキザキ死去後の1951年、ヨシオの息子であるタケオが資産や祭祀を継承したが、タケオの死後に資産は売却され、社殿も1979年にスポーツ用品店を建設するためにワイパフ文化庭園に遷座された。
1980年1月8日、アメリカ合衆国国家歴史登録財に登録。
ワイパフ文化庭園に遷座された神社は庭園に囲まれた場所に位置しており、当初存在した手水舎や狛犬、狐の石像は移転を重ねるうちに撤去されてしまったが、鳥居は新たに建立された。
創建100周年を迎えた2014年に屋根が新しくされ、同年にHistoric Preservation Honor Awardを受賞した。

## 社殿
木造の社殿 (en) は、19×26フィートで手すり子の欄干に囲まれており、欄干にかかる木製の階段がある。入母屋造の長い軒天が階段や欄干を覆っており、社殿の入り口には上部が格子の引き戸 (en) と鈴緒や賽銭箱があり、その背後に祭壇が置かれている。社殿は慎重に修復されているものの装飾された棟木の上にある千木（フィニアル）は未だに復元されていない

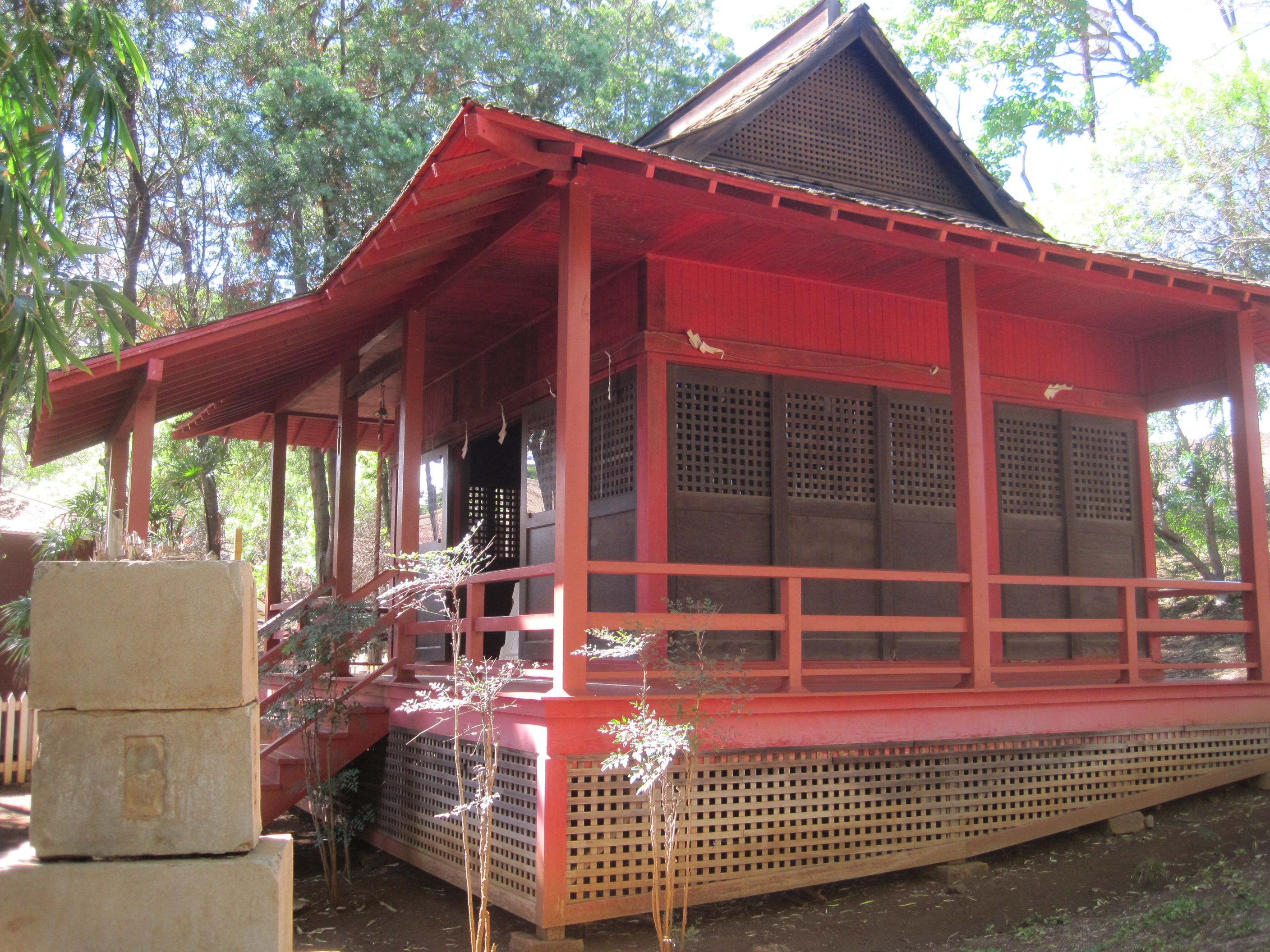
社殿の側面
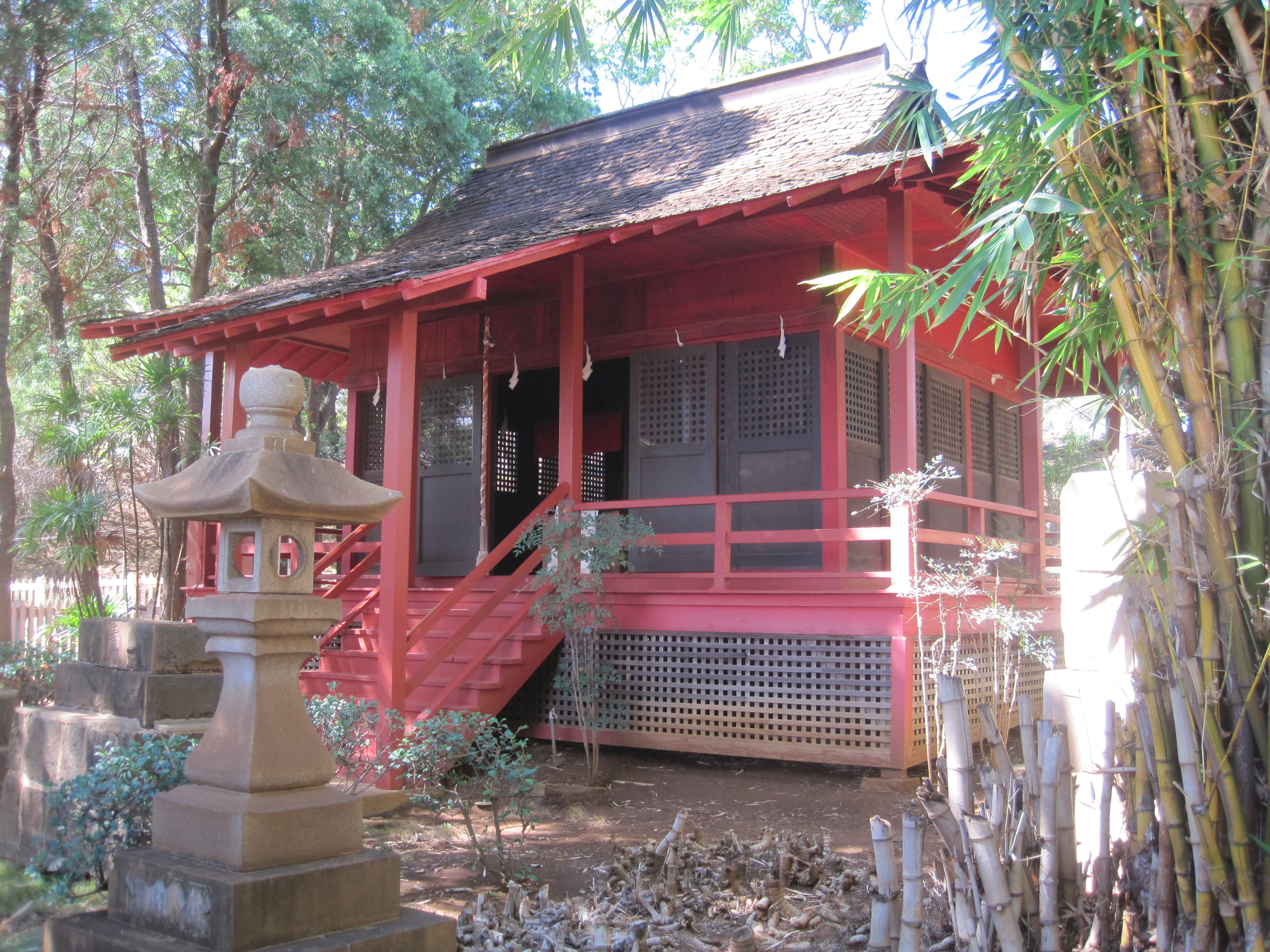
竹の茂みからの風景
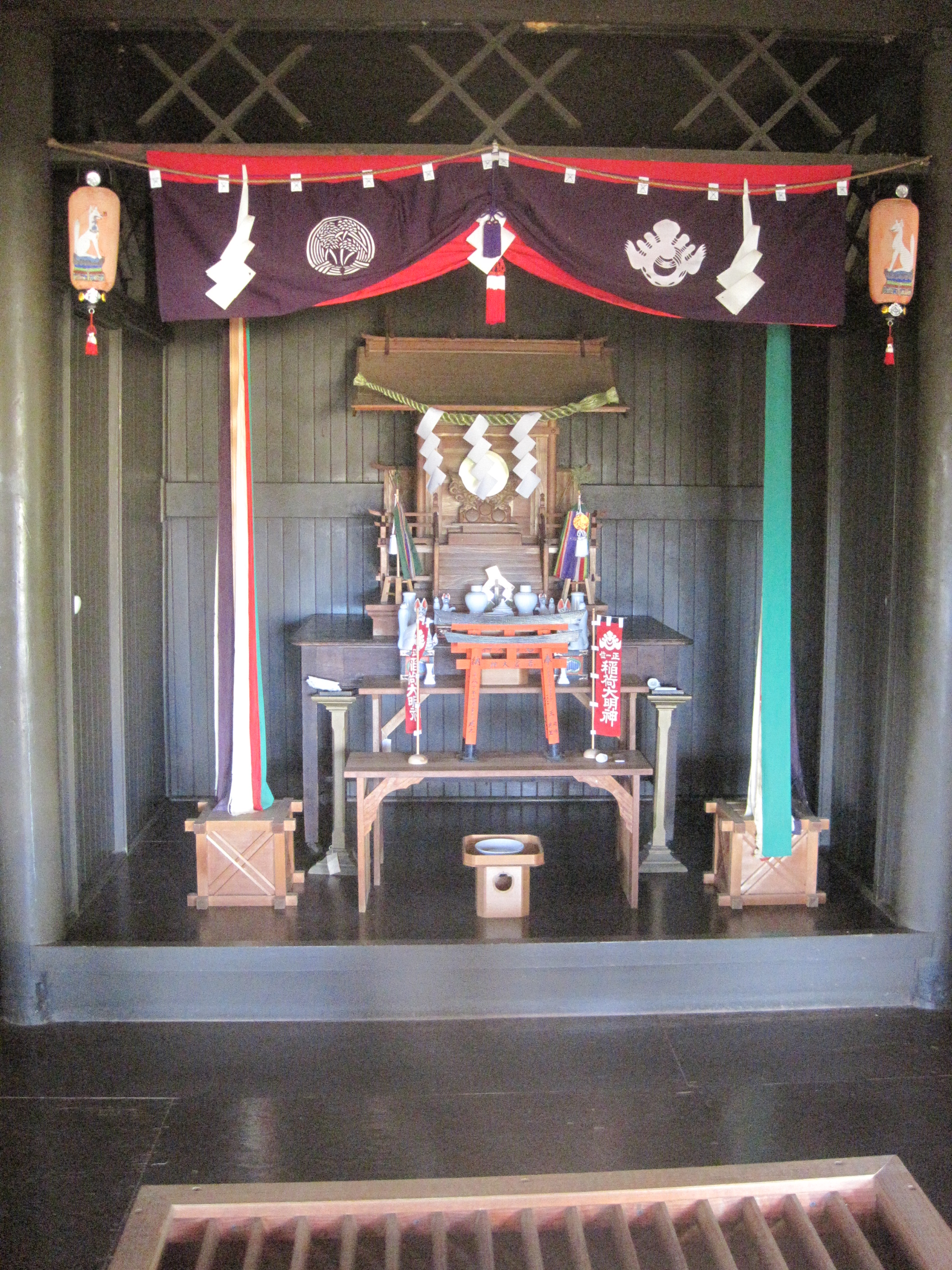
賽銭箱の後ろにある祭壇
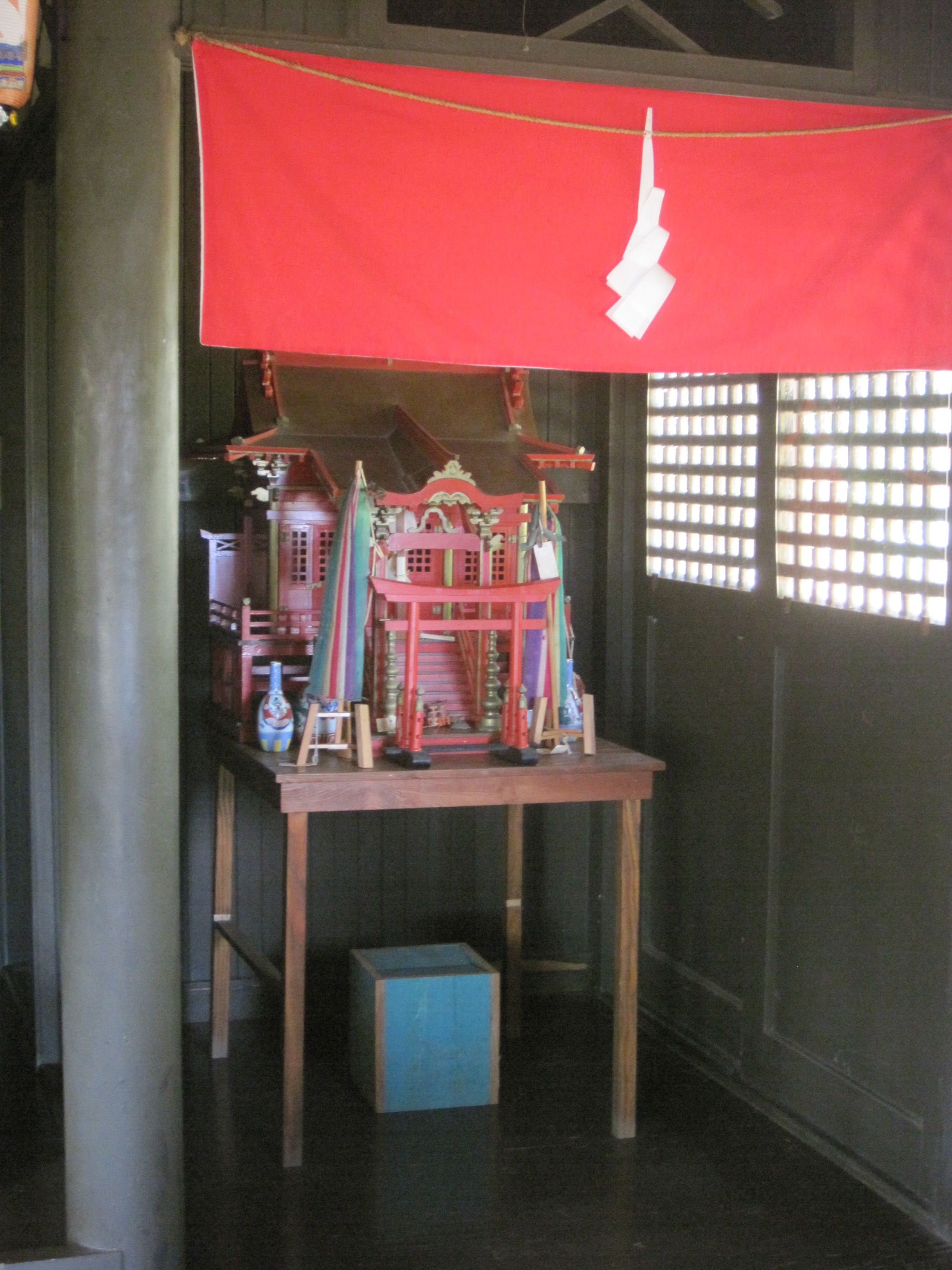
祭壇の近くにある稲荷神社の模型